# Palais Vorontsov (Aloupka)
Pour les articles homonymes, voir Palais Vorontsov.
Le palais Vorontsov est un célèbre palais construit de 1830 à 1848 à Aloupka, au bord de la mer Noire, en Crimée.

## Histoire

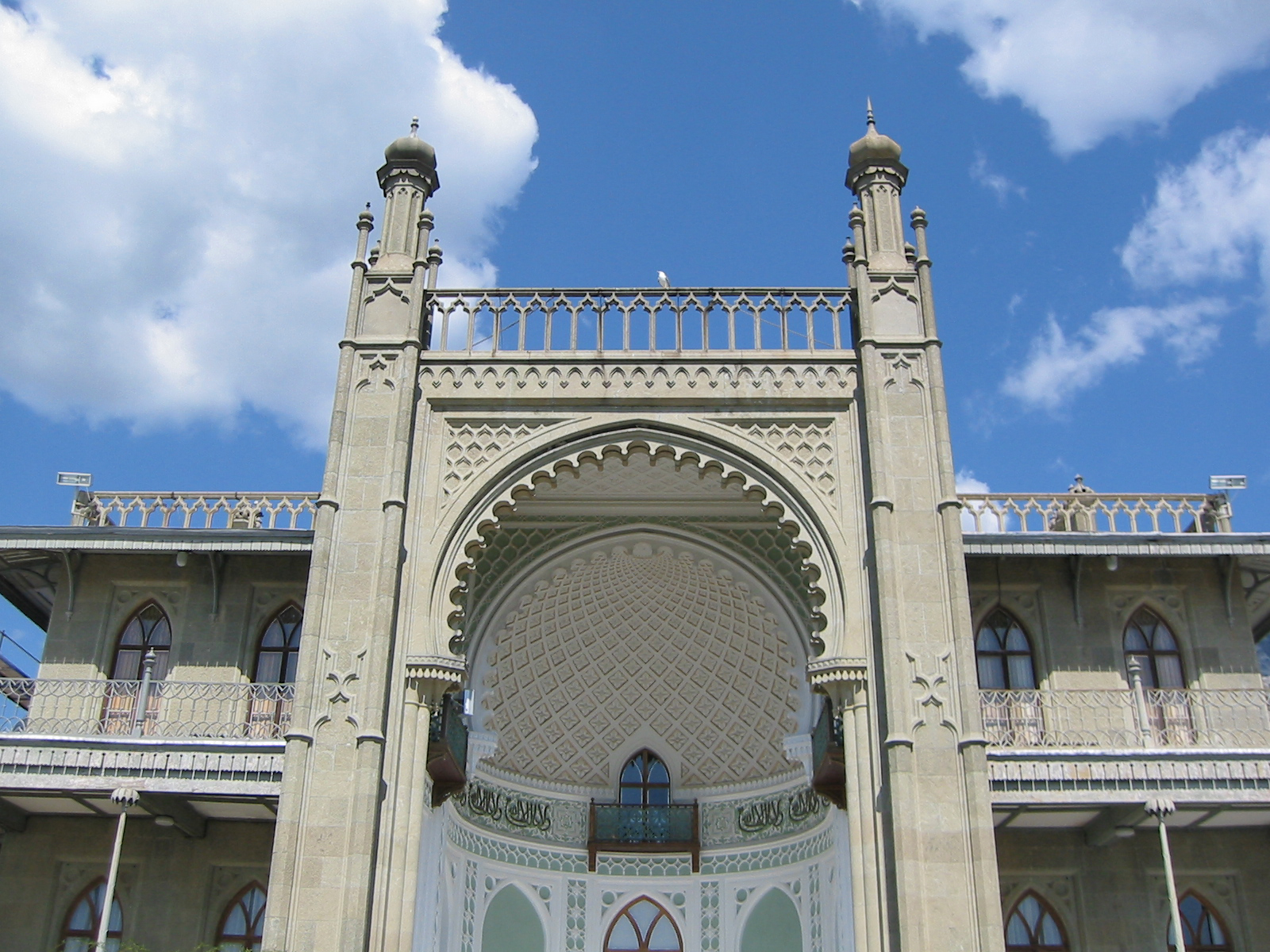
L'arche de style turco-mongol.

Le palais Vorontsov fut construit selon les plans d'un architecte anglais pour le prince Vorontsov, maréchal de l'Empire russe qui s'illustra lors des guerres napoléoniennes et qui fut gouverneur-général de Nouvelle Russie et de Bessarabie.
La palais appartint à la famille Vorontsov, comme résidence d'été, jusqu'à la Révolution d'Octobre. De 1824 à 1851, le paysagiste allemand Karl Antonovitch Keebach (1799-1851) aménagea un magnifique parc avec plus de deux cents essences diverses.
Le palais lui-même, construit en roches de diabase qui se trouvent dans la région, donne sur une perspective de terrasses avec la montagne d'Aï-Petri (Saint-Pierre en grec) et la mer Noire au fond. Il est construit dans le style néo-gothique écossais avec un mélange de néo-mauresque et une arche de style turco-mongol.
En 1921, le palais fut transformé en musée ; il fut saccagé pendant l'occupation allemande, entre 1941 et 1944, mais l'extérieur fut préservé.
Pendant la conférence de Yalta, il servit de demeure à Winston Churchill et à la délégation britannique.
Le musée rouvrit ses portes au public en 1956. Il servit de décor à de nombreux films soviétiques et russes. Il est inscrit au Registre national des monuments immeubles d'Ukraine

## En images

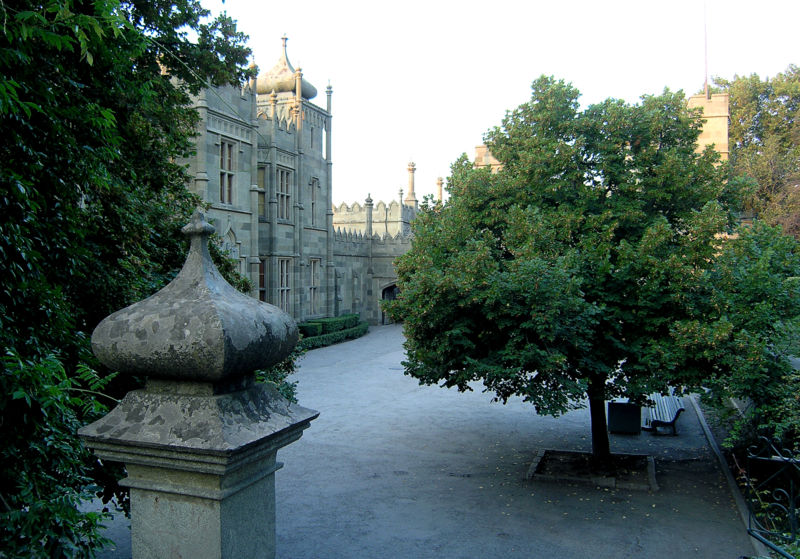
Cour intérieure du palais Vorontsov.
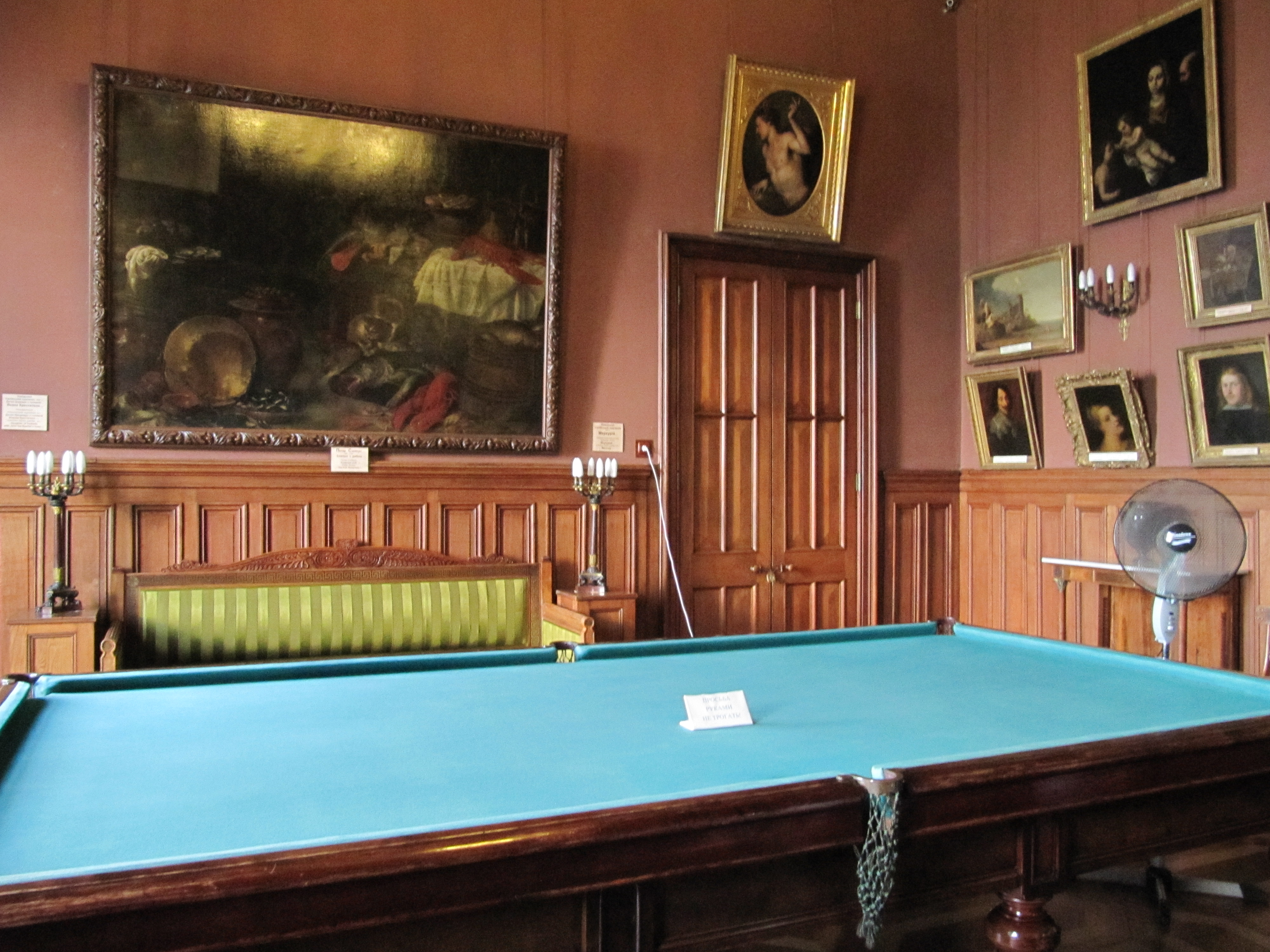
Salle de billard.
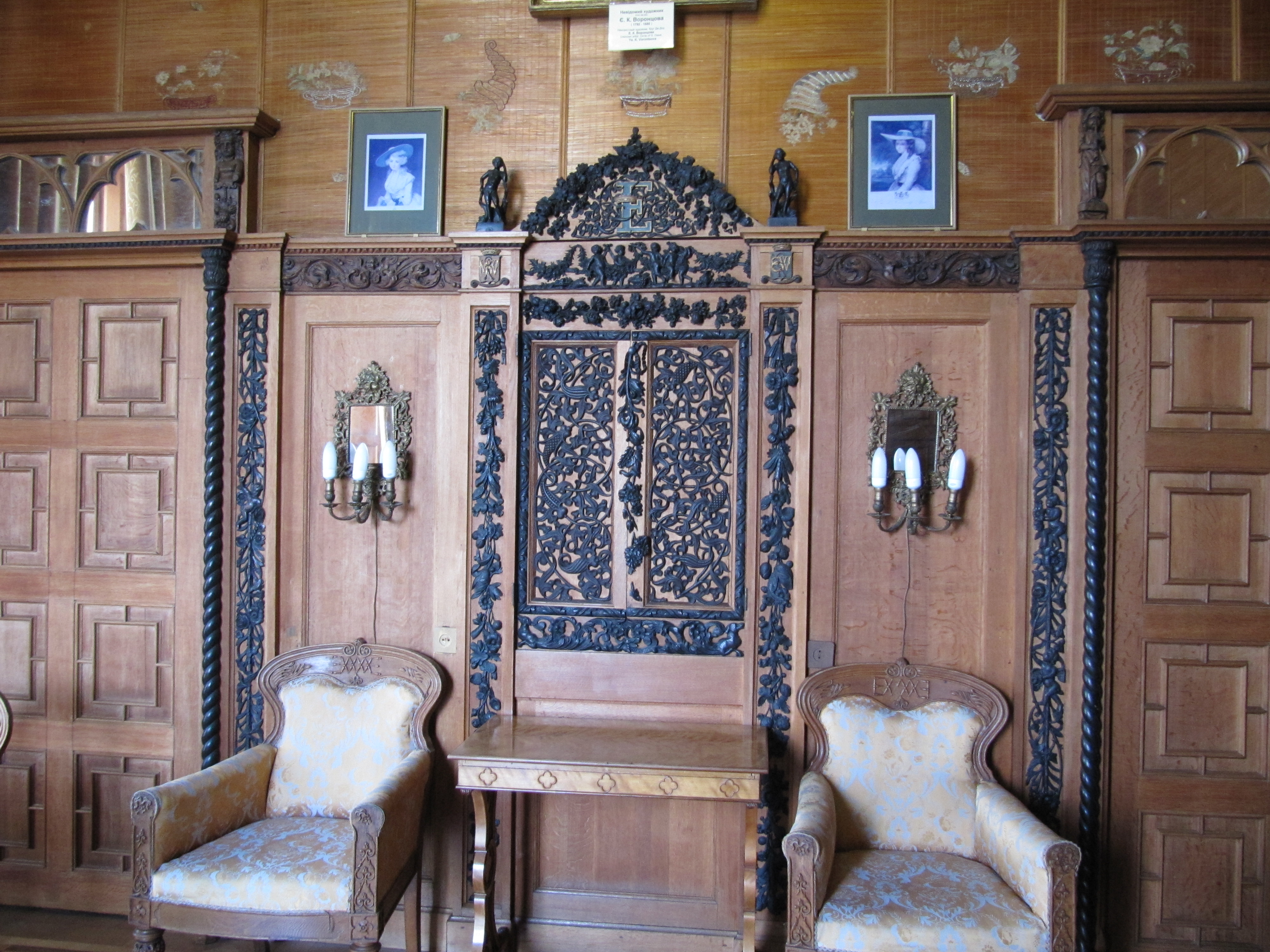
Cabinet chinois.
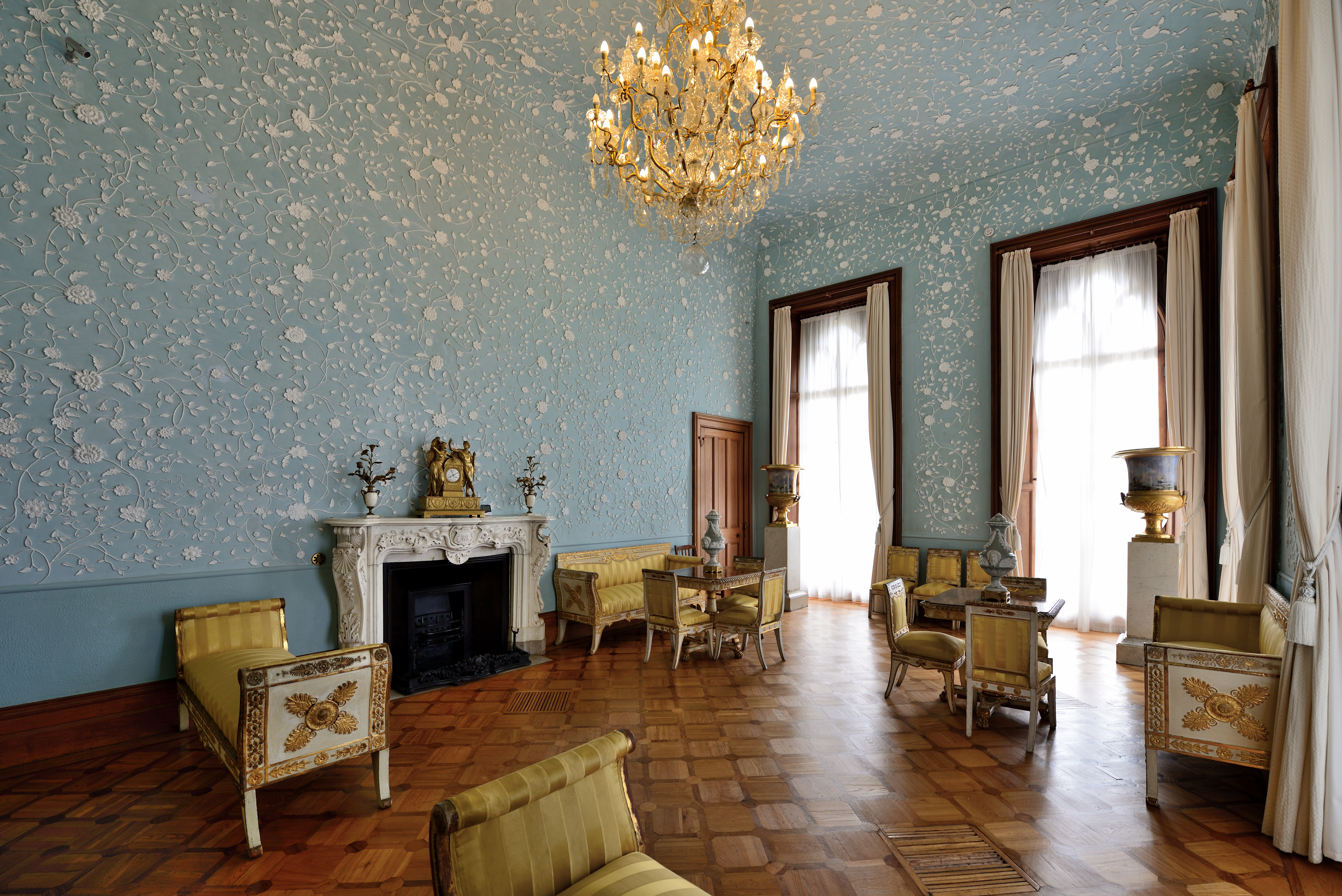
Salon bleu.
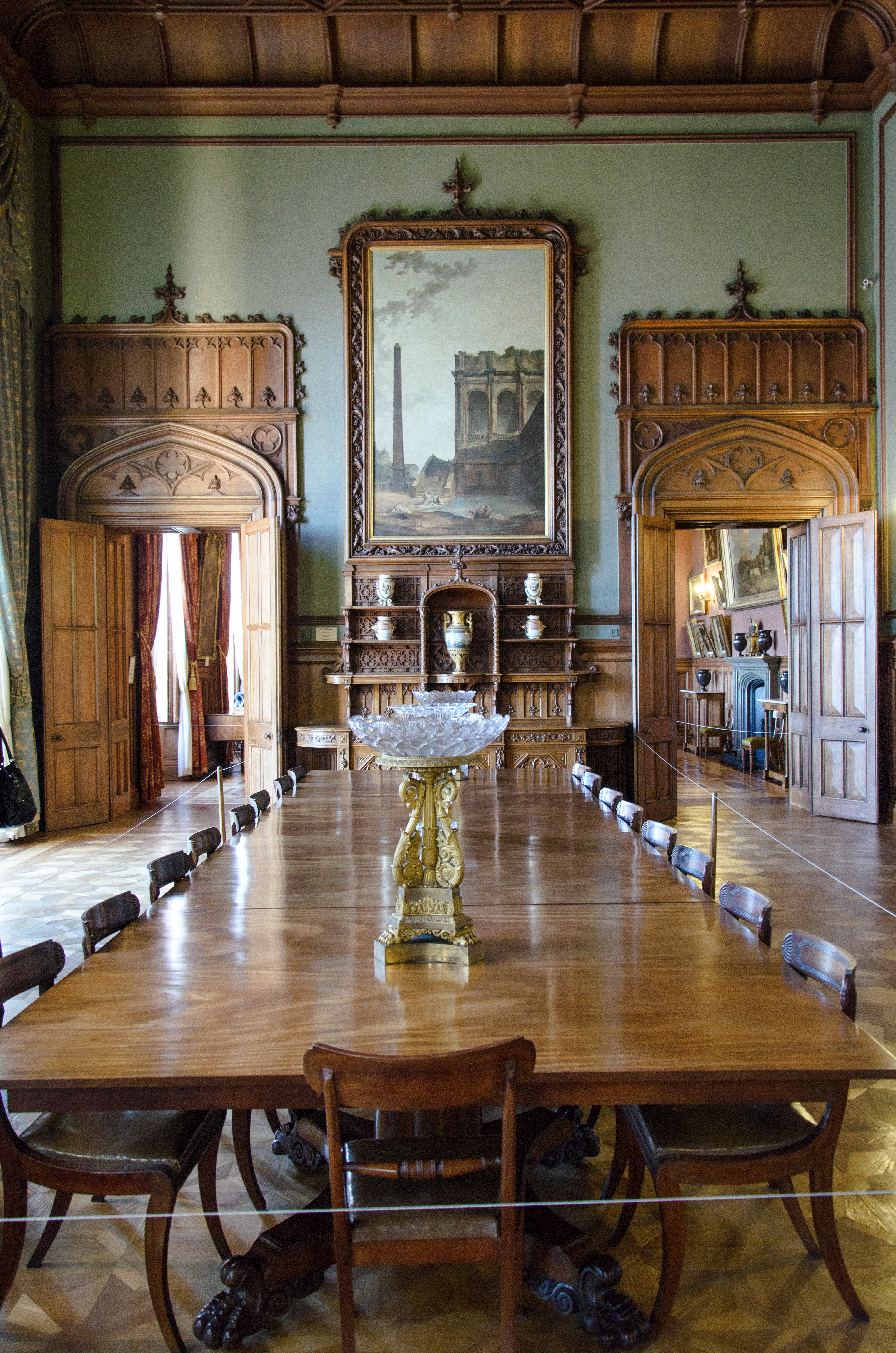
Grand salon.
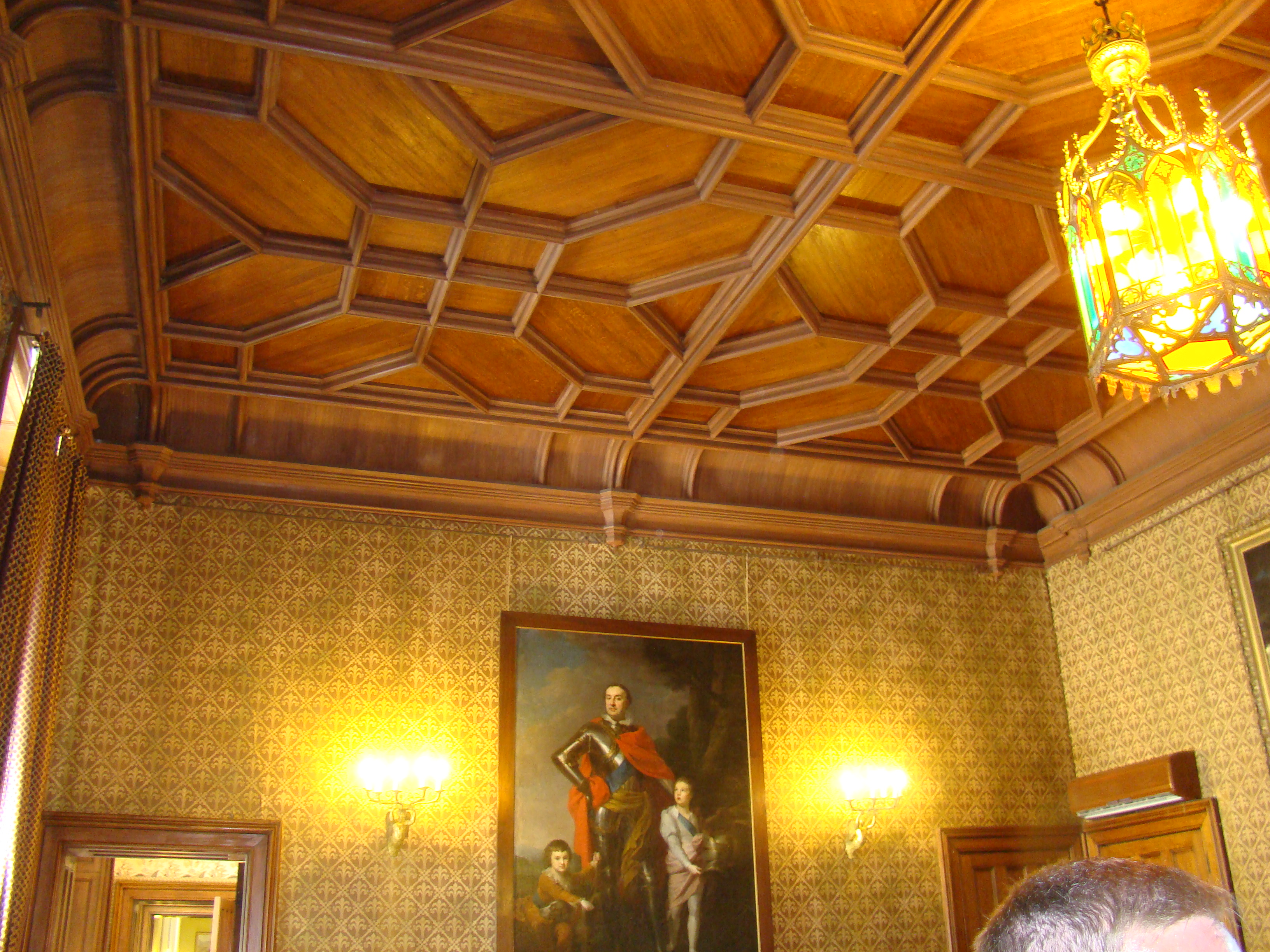
Grand vestibule.
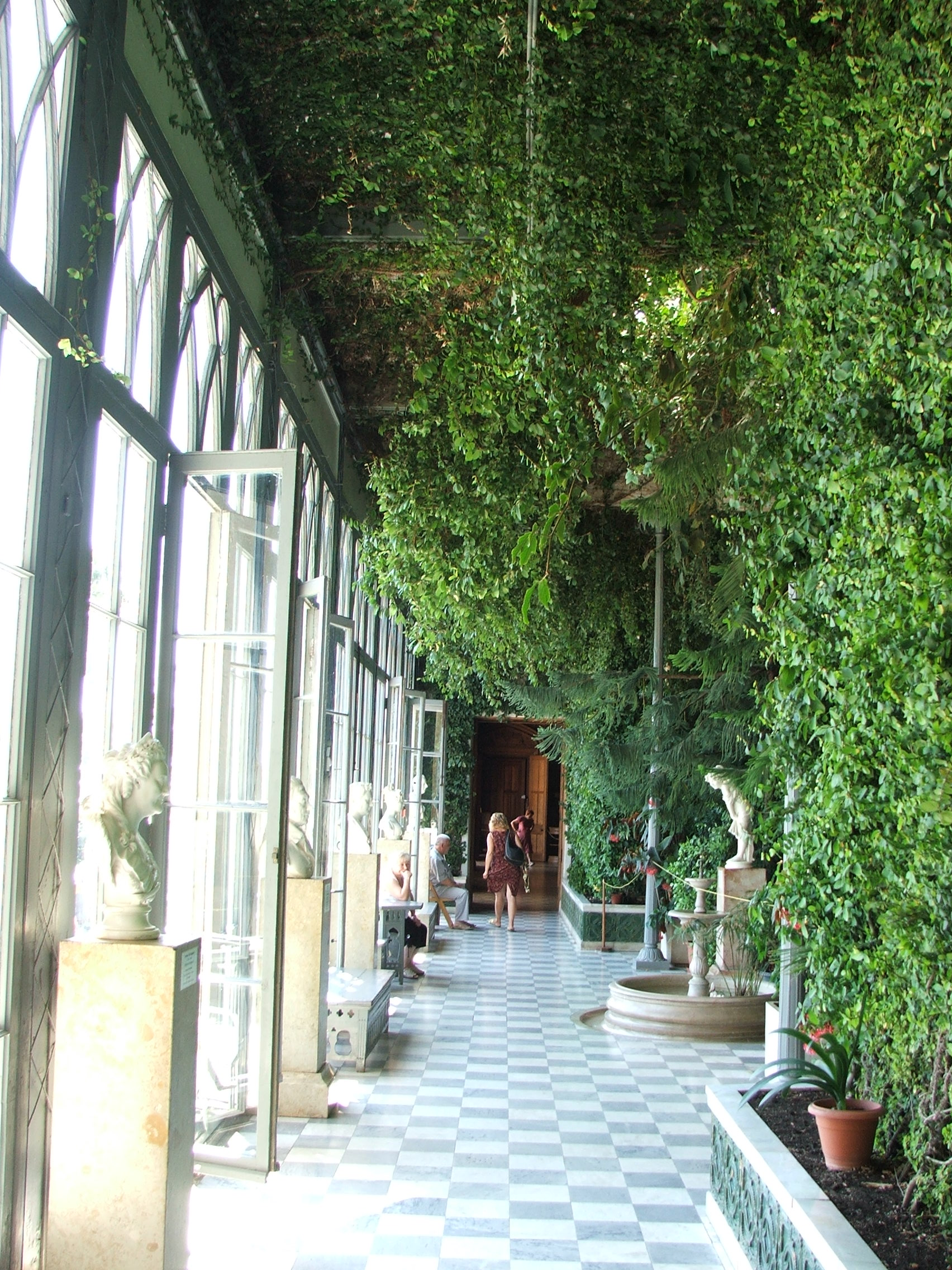
Veranda.
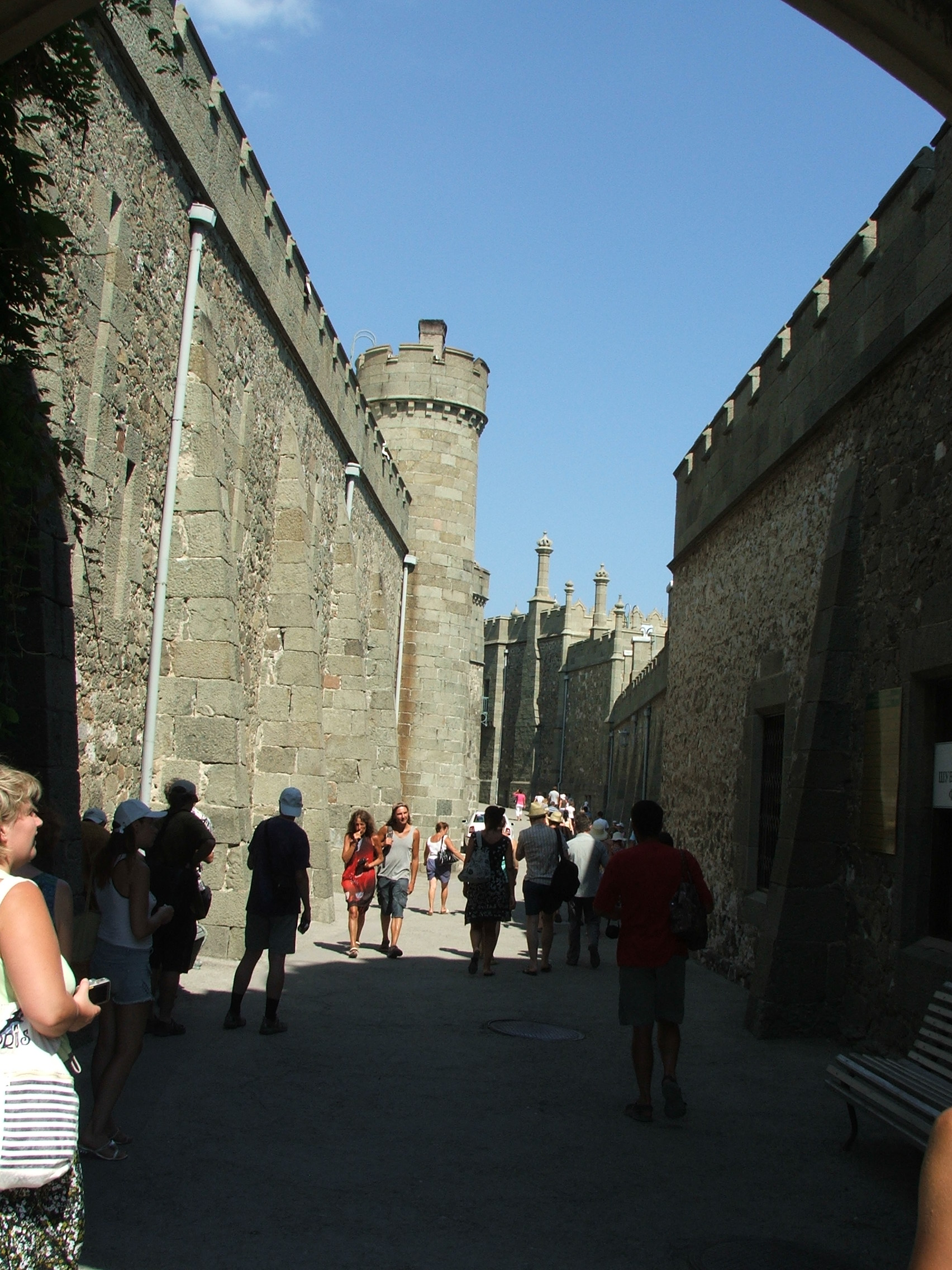
Passage Chouvalov.